# هيرمينيو ديبريتو
هيرمينيو ديبريتو (بالبرتغالية: Hermínio de Brito‏) (مواليد 6 مايو 1914) هو لاعب كرة قدم. يلعب مع منتخب البرازيل لكرة القدم. سبق له أن لعب في كأس العالم لكرة القدم مع منتخب بلاده.

## روابط خارجية
- هيرمينيو ديبريتو على موقع الاتحاد الدولي (مؤرشف)  (الإنجليزية)
- هيرمينيو ديبريتو على موقع قاعدة بيانات كرة القدم.إي يو (الإنجليزية)
- هيرمينيو ديبريتو على موقع ناشيونال فوتبول تيمز (الإنجليزية)
- هيرمينيو ديبريتو على موقع Soccerway.com (الإنجليزية)
- هيرمينيو ديبريتو على موقع عالم كرة القدم.نت (الإنجليزية)